# 信濃史料叢書
信濃史料叢書（しなのしりょうそうしょ）は信濃国の古文書、古記録、近世の編纂著述等を収録した叢書である。

## 概要
「信濃史料編纂会」が大正元年（1912年）から同3年（1914年）にかけて全5巻に別けて刊行した。太平洋戦争後、郷土史家の一志茂樹を中心とする「信濃史料刊行会」によって「新編信濃史料叢書」全25巻として再編され、昭和45年（1970年）から同54年（1979年）にかけて刊行された。
善光寺や諏訪大社など寺社関係の文献の他、地誌、武家の家伝、軍記物など内容は多岐にわたる。

## 主な収録史料
- 「信濃地名考」
- 「千曲之真砂」
- 「信府統記」
- 「伊那志略」
- 「木鮮志略」
- 「四鄰譚藪」
- 「木曽考」
- 「つちくれ鑑」
- 「勝山小笠原家譜」
- 「村上家伝」
- 「真武内伝」
- 「芦田記」
- 「下条家由来記」
- 「笠系大成（溝口家記、二木家記、岩岡家記）」
- 「市河家文書」
- 「守矢家文書」
- 「機山経略古文書」
- 「大塔物語」
- 「浪合記」
- 「妙法寺記」
- 「小平物語」
- 「赤羽記」
- 「高遠記集成」